# Lauratonema pugiunculus
Lauratonema pugiunculus is een rondwormensoort uit de familie van de Lauratonematidae.